# 安东尼奥·波尔塔
安东尼奥·波尔塔（西班牙語：Antonio Porta，1983年10月28日—），阿根廷男子篮球运动员，司职后卫。他曾代表阿根廷国家队参加2008年夏季奥林匹克运动会篮球比赛，获得一枚铜牌。